# Facebuster
 (mars 2025).
Le facebuster est une prise de catch dans laquelle l'attaquant force le visage de son adversaire vers le bas. Cette prise est une attaque comme un DDT ou un cutter.
L'origine du facebuster est de saisir la tête ou les cheveux de l'adversaire et de sauter en la ou les tirant vers le bas pour provoquer un claquement du visage. Très popularisé par la catcheuse Ivory qui la nomme, Poison Ivory.

## Variantes

### Arabian facebuster
Cette technique peut être considérée comme du catch hardcore.En premier, l'attaquant prend une chaise et la met sous ses cuisses puis saute le plus haut possible dans les airs et tombe sur la face de son adversaire qui est couché sur le dos. C'est la prise de finition de Sabu qui l'a inventée[réf. nécessaire], et elle est devenue par la suite un mouvement utilisé couramment lors des matchs hardcore.

### Argentine facebuster
Ce facebuster voit un attaquant appliquer un argentine backbreaker rack, poussant les jambes de l'adversaire avec la main de l'autre côté pour que le visage de la victime s'écrase sur le sol.

### Arm triangle facebuster
L'attaquant applique à son adversaire un arm triangle choke (étranglement) et le soulève vers le haut puis tombe en arrière sur le dos (en maintenant toujours la prise), conduisant le visage vers le bas.

### Belly-to-back inverted mat slam

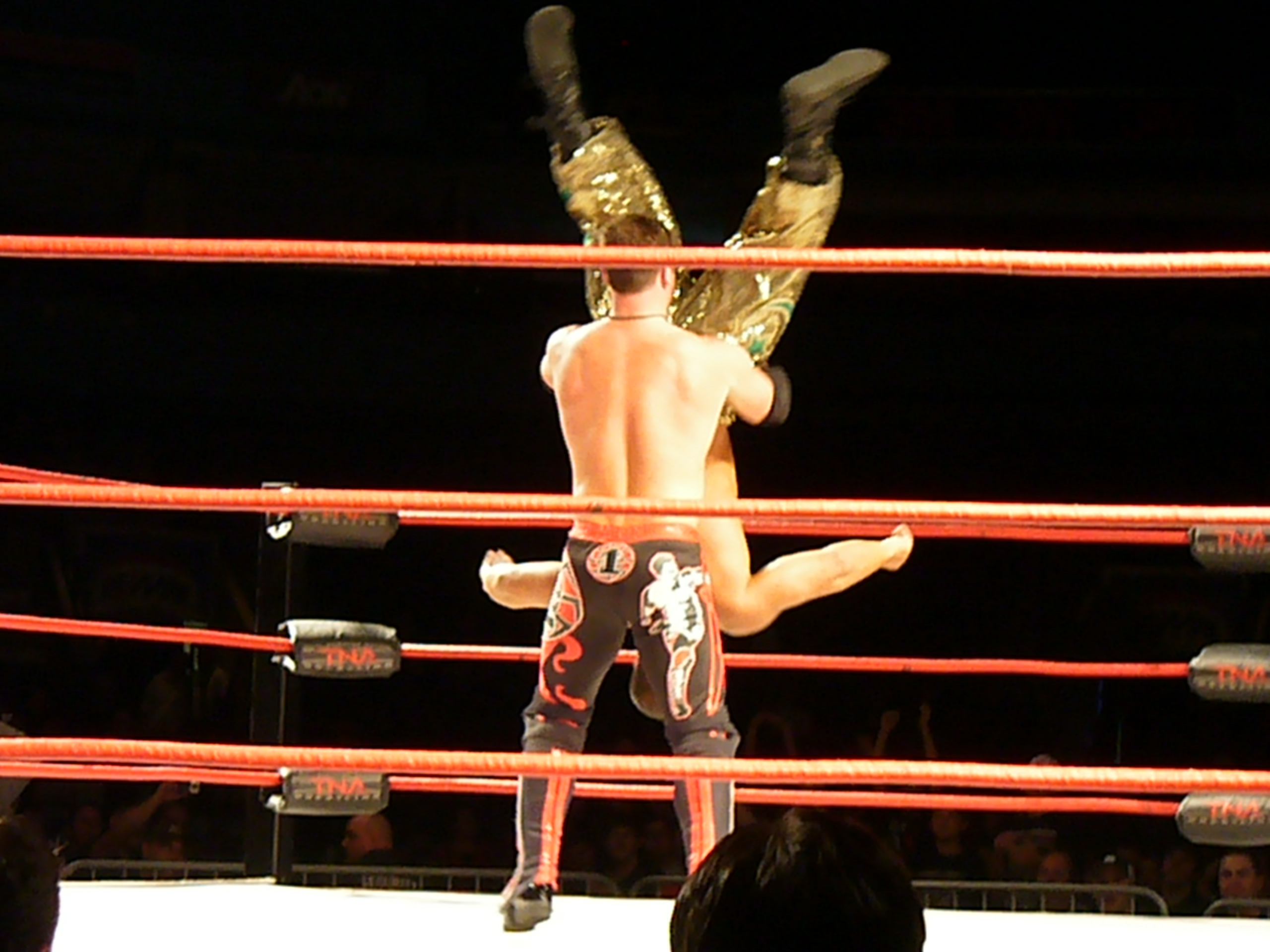
A.J. Styles exécutant le Styles Clash sur Shawn Daivari.

Le Belly-to-back inverted mat slam, en français « souplesse inversée avec écrasement », consiste pour l'attaquant à pencher son adversaire en avant, agripper le tour de sa taille, le soulever à l'envers. L'attaquant accroche les deux bras de l'adversaire avec les jambes et enfin il se laisse tomber en avant vers le bas, conduisant le visage au sol.
Cette prise est popularisée et utilisée par Michelle McCool qui l'appelle Faithbreaker et AJ Styles qui l'appelle Styles Clash . le défunt Crash Holly l'utilisant parfois sous le nom "Crashlanding"

### Bomb-to-facebuster
La bomb-to-facebuster est une prise consistant à prendre son adversaire dans une powerbomb et au dernier moment, l'attaquant envoie son adversaire en l'air et lui prend sa tête avec ses deux mains pour l'envoyer au tapis.

### Chickenwing facebuster
L'attaquant effectue une Chickenwing puis remonte ses bras derrière la tête de l'adversaire avant de faire partir les deux corps en avant et de faire heurter sur le sol le visage de l'adversaire. 

### Double underhook facebuster

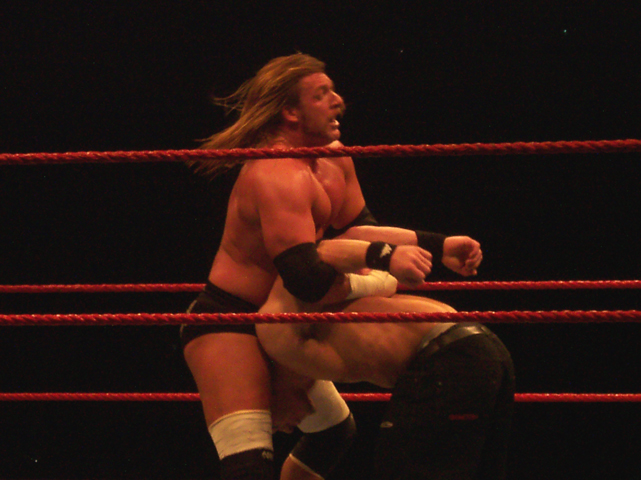
Triple H prêt à porter son pedigree à John Cena.

L'attaquant est en face de son adversaire, il lui applique un double underhook en mettant aussi la tête de l'adversaire entre ses jambes, lui pend les deux bras puis saute le plus haut possible pour se mettre dans une position d'agenouillement en claquant le visage de l'adversaire vers le bas.Triple H, le plus connu des utilisateurs, utilise cette prise comme prise de finition et la nomme Pedigree.Il existe une autre manière au lieu de sauter et claquer la tête ensuite l'attaquant lève l'adversaire à ce que il soit en position d'un piledriver et l'attaquant fait tomber l'adversaire en facebuster . Tommaso Ciampa l'utilise comme prise de finition qui l'a nomment Fairytale Ending.Il y'a aussi Kharma ou encore Michelle McCool qui l'utilise comme prise de signature elle la nomment Angels Wing's.

#### Inverted double underhook facebuster
L'attaquant se tient derrière l'adversaire, il passe ses bras sous les bras de l'adversaire en les levant légèrement. L'attaquant pivote ensuite de 180° en passant l'un des bras de l'adversaire par-dessus sa tête et en mettant ses jambes entre la tête de l'adversaire, si bien que l'adversaire a maintenant la tête entre les jambes de l'attaquant, le regard vers le sol et les bras toujours emprisonnés. L'attaquant tombe enfin assis pour claquer le visage de l'adversaire sur le sol. Cette prise est considérée comme un Pedigree inversé. 
Il existe une variante, le jumping inverted double underhook facebuster, prise de finition de Candice Michelle qu'elle nomme Candywrapper.

#### Elevated double chickenwing facebuster
L'attaquant se place en Elevated double chickenwing puis lance son adversaire vers le sol (à la manière d'un Powerbomb inversée).
Il existe une variation, l'Elevated double chickenwing wheelbarrow facebuster, où l'attaquant accompagne son adversaire au sol pour plus de puissance, tombant sur les fesses en laissant tomber l'adversaire et attrapant ses jambes pour appuyer dessus et augmenter la force de l'impact.
C'est la prise de finition de Beth Phoenix, qu'elle appelle Glam Slam.

### Facebreaker knee smash
Un attaquant saisit la tête de son adversaire et l'abaisse pour claquer son visage contre le genou.
Triple H l'utilise en tant que contre-attaque sur les back body drops et MVP, au contraire, l'utilise en attaque directe.

### Fireman's Carry Facebuster ou DDT
Appelée F-5 ou The cyclone par Brock Lesnar qui est l'un des utilisateurs les plus célèbres. Cette prise consiste à mettre l'adversaire sur un fireman carry, à balancer les jambes de l’adversaire vers l’avant puis l’attaquant tombe en arrière pour conduire la tête au tapis. Cette prise est aussi considérée comme un Fireman's carry DDT.

### Fireman's Carry Single Knee Facebuster

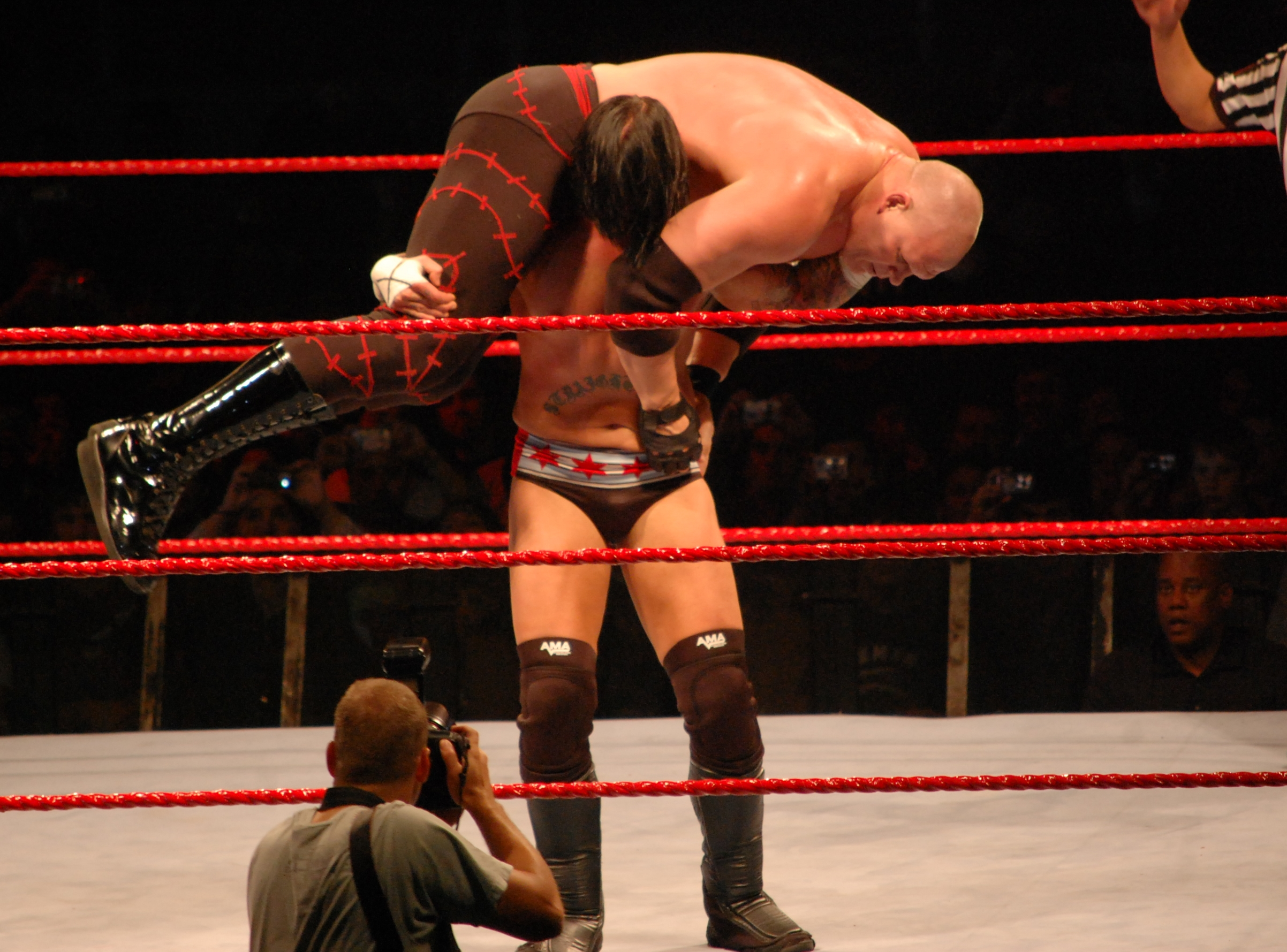
CM Punk s'apprêtant à appliquer le GTS à Kane.

Cette attaque a été créée par KENTA qu'il la nomme Go to Sleep et consiste à mettre d'abord l'adversaire dans une position de fireman carry puis à le pousser de ses épaules et lorsqu'il retombe lui envoyer un coup de genoux au visage. Il l'utilise comme prise de finition. Cette prise est également la prise de finition de CM Punk qu'il nomme tout comme KENTA : GTS (Go to Sleep).

### Forward Russian legsweep
Cette prise est utilisée par Elijah Burke comme prise de finition sous le nom de Elijah Experience . Pour effectuer cette prise, il faut que l'attaquant soit au côté de l'adversaire (légèrement derrière) ; il attrape le dos de la tête avec sa main, l'autre main accrochant la main de l'adversaire, et accroche sa jambe avec la jambe et tombe devant conduisant le visage de celui-ci au sol.

### Front facelock drop
Consiste à prendre l'adversaire par les jambes et le relever au niveau de la tête puis de le laisser tomber la tête en avant.

### Full Nelson Leg Hook facebuster
L'attaquant applique un Full Nelson puis place son pied devant celui de l'adversaire puis chute violemment de sorte à cogner la tête de ce dernier sur le tapis. The Miz, l'emploie en tant que prise de finition sous le nom de Skull Crushing Finale et Chris Jericho sous le nom de Break Down. McRiley l'utilise comme prise de finition mais a une version plus douloureuse : Il applique un Double Nelson Lock, soulève son adversaire puis fait le croche-patte pour écraser le front de l'adversaire.

#### Double knee facebreaker
L'adversaire et l'attaquant sont face à face, l'attaquant saisit la tête de l'adversaire puis saute, monte ses genoux contre le visage de l'adversaire qui tombe ensuite dessus. Chris Jericho a adopté une version dans laquelle, il court vers son adversaire avant de le prendre en double knee facebreaker, appelée Codebreaker.

#### One Handed Flapjack
L'adversaire arrive en courant puis l'attaquant l'attrape par le pied et le soulève puis le fait chuter violemment sur le ring de sorte à claquer sa face et son ventre première.Plusieurs catcheurs tel que Chris Jericho, Christian, Heath Slater et Edge l'utilisent.

#### Pumphandle Facebuster
L'attaquant met un Pumphandle à l'adversaire le soulève puis attrape sa tête de sorte à la faire claquer par terre elle et le ventre. Cette prise set utilisée par Tommy Dreamer.

### Full Nelson wheelbarrow facebuster
L'attaquant se met à plat ventre et lorsque l'adversaire se relève, il exécute un demi-tour puis attrape la tête de l'adversaire avec ses pieds et l'amène au sol.

### Gory Bomb
Cette prise a été créée par Salvador Gory Guerrero dans les années 1970.
Cette prise consiste à attraper l'adversaire en powerbomb, à le soulever pour que l'adversaire soit dos à dos en le tenant par les bras puis le lâcher pour que sa tête heurte le sol. 
Salvador "Gory" Guerrero puis son neveu Chavo Guerrero en ont fait leur prise de finition.

### Hangman's facebuster
Aussi appelé inverted snapmare into facebuster, consiste à se mettre dos à dos avec son adversaire et à l'attraper pour le faire passer par-dessus son épaule et lui enfoncer le visage dans la terre.

### Push up facebuster
Il faut que l'adversaire soit dans le dos de l'attaquant.L'attaquant emprisonne la tête de l'adversaire entre ses jambes puis se met à plat ventre et exécute des petites ruades tout en gardant la tête de l'adversaire entre les jambes de manière à écraser le visage de l'adversaire contre le sol.

### Reverse chokeslam facebuster
L'attaquant se place au côté de l'adversaire dont il attrape le cou et la gorge avec ses deux mains et le soulève vers le haut, puis il retire la main tenant la gorge et pousse la tête avec la main (tenant le cou) vers le bas pour le projeter ce qui provoque un claquement du visage de l'adversaire sur le sol.Elie Cottonwood, ancien participant de NXT en l'utilisait en finition.

### Facebuster STO/Complete Shot
Appelé aussi Paydirt par Shelton Benjamin (Jumping Complete Shot) ou Lil'Jimmy par R-Truth (Jumping Arm Complete Shot), l'attaquant se tient devant son adversaire, il enroule son bras autour du cou de l'adversaire et place la main derrière la tête, le bras ou le cou puis l'attaquant chute en arrière et tombe par terre en emmenant le visage de l'adversaire à s'écraser par terre. C'est la prise de finition de R-Truth, Heath Slater, Shelton Benjamin, Percy Watson et de MVP qui la nomme The 305 (ou Play of the Day).

### Reverse STO/Flatliner
Le Reverse STO a aussi donné naissance à plusieurs variations, tel que la Downward Spiral et le Flatliner ou l'attaquant exécute les mêmes gestes, mais sauf qu'avec sa jambe, il l'accroche derrière la jambe de l'adversaire avant de chuter en l'arrière. Cette prise s'appelle Leg Hook Reverse STO. Le Mic Check de Mr.Kennedy, le Downward Spiral de Edge, le Shamane Special de John Morrison et le Golden Age de Goldust sont des exemples de cette prise.
Une deuxième variation voit un attaquant qui prend son adversaire dans un Reverse STO et se tourne sur lui-même comme dans une rotation. Cela s'appelle le Swinging Reverse STO. C'est la prise de finition de Jay White qu'il nomme Blade Runner ainsi que de Bray Wyatt qu'il nomme Sister Abigail.Une autre variation consiste à ce que l'attaquant court ou pas et saute sur son adversaire par derrière pour porter très rapidement la prise. C'est l'une des prises de finition de Dolph Ziggler: Leaping Reverse STO, il l'appelle Zig Zag.

### Sitout facebuster
L'attaquant est en face de l'adversaire, attrape sa tête et saute sans lâcher la prise puis écarte les jambes et claque le visage de son adversaire entre les jambes, dans une position assise. X-Pac utilisait cette prise de finition sous le nom de X-Factor.
Cette prise est aussi la prise de finition des Bella Twins et Lana qui l'utilise comme prise de signature.

### Snap reverse powerbomb
L'attaquant applique un Powerbomb mais au lieu de le faire retomber sur son dos, l'attaquant le jette derrière de sorte à claquer son ventre et sa tête sur le ring. L'utilisateur le plus connu est Jeff Hardy.

### Spinning facebuster
Ce mouvement consiste à courir vers son adversaire en lui attrapant la tête avec les deux mains puis à lui écraser le visage contre le sol de manière à atterrir sur les genoux.

### Twisting wrist-lock Inverted double underhook Facebuster
Une variation existe : l'attaquant pivote comme pour la prise ci-dessus, mais ne met pas la tête de l'adversaire entre ses jambes : il la colle sur son dos et tombe ensuite sur le dos pour claquer la tête de l'adversaire sur le tapis. Le catcheur de la WWE, Christian l'utilise comme prise de finition et la nomme Killswitch (« bascule mortelle ») et Impaler quand il faisait équipe avec Edge.

### Elevated Double Chickenwings Wheelbarrow Facebuster & Catch Arms and Imprisonment KneeCap Tornado Bowl
L'attaquant effectue un Elevated double chickenwing sur l'adversaire, puis propulse la tête de l'adversaire vers le sol avec ses bras et l'accompagne au sol puis dépose ses jambes sur les rotules de l'adversaire faisant en sorte de bloquer ses jambes pour qu'il ne puisse bouger puis attrape ses bras puis le soulève en le faisant tourner en boule.
C'est habituellement une prise de soumission qu'emploie Natalya.